# Дубки (Красносельское сельское поселение)
Дубки (до 1948 — Ала Кууса, фин. Ala Kuusa) — упразднённый посёлок на территории Красносельского сельского поселения Выборгского района Ленинградской области.

## Название
Согласно постановлению общего собрания граждан селения Большая Кууса зимой 1948 года деревня получила наименование Дубки. 
Переименование было закреплено указом Президиума ВС РСФСР от 13 января 1949 года.

## История

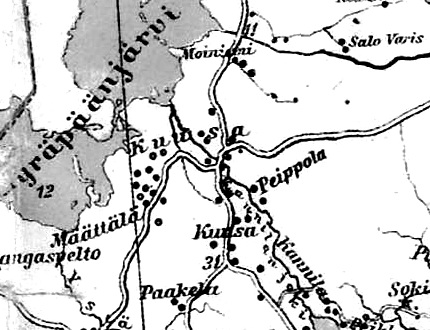
Деревня Кууса на финской карте 1923 года

До 1939 года деревня Нижняя Кууса входила в состав волости Муолаа Выборгской губернии Финляндской республики.
С 1 января 1940 года по 30 сентября 1948 года — в составе Алакусского сельсовета Раутовского района. 
С 1 июля 1941 года по 31 мая 1944 года — финская оккупация. 
С 1 октября 1948 года — в составе Климовского сельсовета Сосновского района.
С 1 января 1949 года учитывается административными данными как деревня Дубки. 
В 1954 году население посёлка составляло 96 человек. В 1958 году население посёлка составляло 15 человек.
С 1 декабря 1960 года — в составе Правдинского сельсовета Рощинского района. 
С 1 февраля 1963 года — в составе Выборгского района.
Согласно данным 1966 года деревня Дубки входила в состав Правдинского сельсовета.
Согласно данным 1973 и 1990 годов посёлок Дубки входил в состав Красносельского сельсовета.
В 1997 году в посёлке Дубки Красносельской волости проживал 1 человек.
13 декабря 2001 года, согласно закону Ленинградской области № 74-оз, посёлок Дубки вошёл в состав посёлка Климово.

## География
Посёлок располагался в восточной части района на автодороге 41К-152 (подъезд к пос. Пчёлино).
Расстояние до административного центра поселения — 12 км. 
Расстояние до ближайшей (недействующей) железнодорожной станции Житково — 20 км. 
Посёлок находился на правом берегу реки Пчелинка.